# روبرت أرنولد (كرة سلة)
روبرت أرنولد (بالإنجليزية: Robert Arnold)‏ مواليد 12 نوفمبر 1988 في لانكستر، هو لاعب كرة سلة أمريكي. بدأ مسيرته الاحترافية في سنة 2011. يلعب في الدوري اليوناني لكرة السلة. يحمل الرقم 8. يبلغ طوله 6 قدم 6 بوصة (2.0 م). لعب مع سوانز غموندن في الدوري النمساوي لكرة السلة.

## روابط خارجية
- روبرت أرنولد على موقع كرة السلة الأوروبية.كوم (الإنجليزية)
- روبرت أرنولد على موقع كلية كرة السلة في سبورتس رفرنس.كوم (الإنجليزية)
- روبرت أرنولد على موقع ريلجم (الإنجليزية)
- روبرت أرنولد على موقع بروبوليرز (الإنجليزية)
- روبرت أرنولد على موقع سبورتس رفرنس (الإنجليزية)